# Гарлан (Айова)
Гарлан (англ. Harlan) — місто (англ. city) в США, в окрузі Шелбі штату Айова. Населення — 4893 особи (2020).

## Географія
Гарлан розташований за координатами 41°38′58″ пн. ш. 95°19′37″ зх. д. / 41.64944° пн. ш. 95.32694° зх. д. (41.649514, -95.326861).  За даними Бюро перепису населення США в 2010 році місто мало площу 11,38 км², уся площа — суходіл.

## Демографія
Згідно з переписом 2010 року, у місті мешкало 5106 осіб у 2222 домогосподарствах у складі 1341 родини. Густота населення становила 449 осіб/км².  Було 2410 помешкань (212/км²).
Расовий склад населення:
| - 97,0 % — білих - 0,6 % — азіатів - 0,5 % — чорних або афроамериканців - 0,4 % — корінних американців |

До двох чи більше рас належало 0,9 %. Частка іспаномовних становила 1,9 % від усіх жителів.
За віковим діапазоном населення розподілялося таким чином: 23,8 % — особи молодші 18 років, 54,4 % — особи у віці 18—64 років, 21,8 % — особи у віці 65 років та старші. Медіана віку мешканця становила 43,8 року. На 100 осіб жіночої статі у місті припадало 86,4 чоловіків;  на 100 жінок у віці від 18 років та старших — 83,0 чоловіків також старших 18 років.
Середній дохід на одне домашнє господарство  становив 59 740 доларів США (медіана — 42 378), а середній дохід на одну сім'ю — 74 079 доларів (медіана — 60 491). Медіана доходів становила 36 859 доларів для чоловіків та 30 538 доларів для жінок. За межею бідності перебувало 14,3 % осіб, у тому числі 16,9 % дітей у віці до 18 років та 12,4 % осіб у віці 65 років та старших.
Цивільне працевлаштоване населення становило 2529 осіб. Основні галузі зайнятості: освіта, охорона здоров'я та соціальна допомога — 24,2 %, роздрібна торгівля — 17,0 %, науковці, спеціалісти, менеджери — 10,2 %, будівництво — 9,3 %.